# Chromtau
Chromtau är en stad i provinsen Aqtöbe. 2009 hade staden 21 740 invånare. Staden grundades 1967 och har fått sitt namn från betydande kromavlagringar. 
Gornjak är en bandyklubb med inriktning på ungdomsverksamhet som hade sex spelare med i U17-landslaget 2016. Samma år vann klubben det nationella mästerskapet för juniorer födda 1999-2000 på hemmaplan.
2018 deltog ett lag under samma namn som staden i kazakiska amatörmästerskapen för seniorer i Öskemen och vann.